# Voulwames
 (signalé en août 2025).
Si vous disposez d'ouvrages ou d'articles de référence ou si vous connaissez des sites web de qualité traitant du thème abordé ici, merci de compléter l'article en donnant les références utiles à sa vérifiabilité et en les liant à la section « Notes et références ».
- Archive Wikiwix
- Bing
- Cairn
- DuckDuckGo
- E. Universalis
- Gallica
- Google
- G. Books
- G. News
- G. Scholar
- Persée
- Qwant
- (zh) Baidu
- (ru) Yandex
- (wd) trouver des œuvres sur Wikidata

Voulwames, est un village néerlandais situé dans la commune de Meerssen, dans la province du Limbourg néerlandais.
Le hameau compte 6 maisons. Il est situé sur le confluent de la Gueule et la Meuse, serré entre le fleuve et le Canal Juliana.